# Stefanówka (powiat piaseczyński)
Stefanówka – wieś sołecka w Polsce, położona w województwie mazowieckim, w powiecie piaseczyńskim, w gminie Tarczyn. Notowana w 1921 r. („Skorowidz miejscowości”). Nazwa pochodzi od imienia Stefan. Częścią wsi są Brominy.
Przez wieś przepływa nizinny piaszczysty potok wpadający do rzeki Kraski nazywany "dopływ spod Stefanówki" 
W latach 1975–1998 miejscowość położona była w województwie warszawskim.

## Integralne części wsi
| SIMC    | Nazwa   | Rodzaj    |
| ------- | ------- | --------- |
| 0009432 | Brominy | część wsi |

## Rzeźba terenu
Wieś Stefanówka leży na pograniczu Równiny Warszawskiej i Wysoczyzny Rawskiej. Na terenie miejscowości Stefanówka można wydzielić formy rzeźby terenu pochodzenia wodnolodowcowego i wytopiskowego. Są to równiny akumulacji wodnolodowcowej sandrowe i wytopiskowe. Nie uzupełniają jednak jej równinnej powierzchni, a budują nieznaczne wzniesienia lub wypełniają ciągi obniżeń, tworząc pokrywy sandrowe na glinie zwałowej.

## Historia
Okolice wsi Stefanówka swoją pierwotną nazwą Brominy nawiązują do dawnej okolicy szlacheckiej Brzumino należącej do rodu Brzumińskich herbu Rawicz. Obecnie dawny folwark Brominy jest częścią sołectwa Stefanówka.
Na początku  XX przez miejscowość Stefanówka  zaczęła kursować Piaseczyńska Kolej Wąskotorowa.
Do dzisiaj zachowały się tory oraz zabytkowy budynek dworca Pawłowice Kopana z ok. 1925 r. wg proj. według projektu inż. arch. Konstantego Jakimowicza, który 26 czerwca 2014 uległ uszkodzeniu w wyniku pożaru, a także studnia do naboru wody do parowozów i użytku osób zamieszkujących dawniej w budynku.
Po II wojnie światowej w miejscowości Stefanówka działało należące do Siedleckiego Przedsiębiorstwa Produkcji Leśnej „Las” Gospodarstwo Hodowlane Brominy. Na terenach dawnych zabudowań dworskich prowadziło hodowlę zwierząt futerkowych.

## Zabytki
- Budynek dworca Grójeckiej Kolei Dojazdowej Pawłowice Kopana z ok. 1925r. wg proj. inż. arch. Konstantego Jakimowicza (nr rej.: 1586-A z 17.06.1994)
- Park dworski prawdopodobnie z pocz. XX w. pow. ok. 1,0ha. W drzewostanie dwa pomniki przyrody - lipa drobnolistna, topola biała.

## Rekreacja
Na terenie miejscowości funkcjonują dwie stadniny koni, w tym Stowarzyszenie Kultury Fizycznej KJ Plejada.